# 七日町 (会津若松市)
七日町（なのかまち、なぬかまち）は福島県会津若松市の町名。郵便番号は965-0044。

## 概要
会津若松市の北西部、また、会津若松市の中心市街地西寄りに位置しており、東日本旅客鉄道只見線七日町駅や七日町通りを中心に商業施設などを含んだ市街地が広がる。

## 地理
会津盆地の南東に位置する会津地方の中心都市、会津若松市の市街地北西部に位置する。七日町とその周辺は市街地になっており、一部では商業施設などが立ち並ぶ。東に大町、南に日新町、西にJR東日本只見線を挟んで西七日町、北に金川町、城北町に接している。

## 歴史

### 近世
江戸時代、現在の七日町周辺には、会津郡に属する七日町、大和町、桂林寺町、後ノ分町（ごのぶんまち）などがあった。

#### 各町の概要

##### 七日町
七日町は、若松城下の城郭外北部、下町に属し、北小路町の北に並ぶ幅4間の通りであった。江戸時代は会津藩の一部で、この町名はかつて月々7日に市が開かれていたことを示している。実際、そのように記載された江戸時代の文書がある。寛文6年の『会陽町街改基』にこの町について記載があり、それによると文禄2年下町、あるいは後町と総称された中に七日町が含まれているという。一方、蒲生氏郷が定めた若松城下の6つの市に七日町は含まれない。七日町は当時、越後街道、米沢街道などに沿っていたため、旅籠屋が多かったほか、七日町四谷の地名も見られている。

##### 桂林寺町

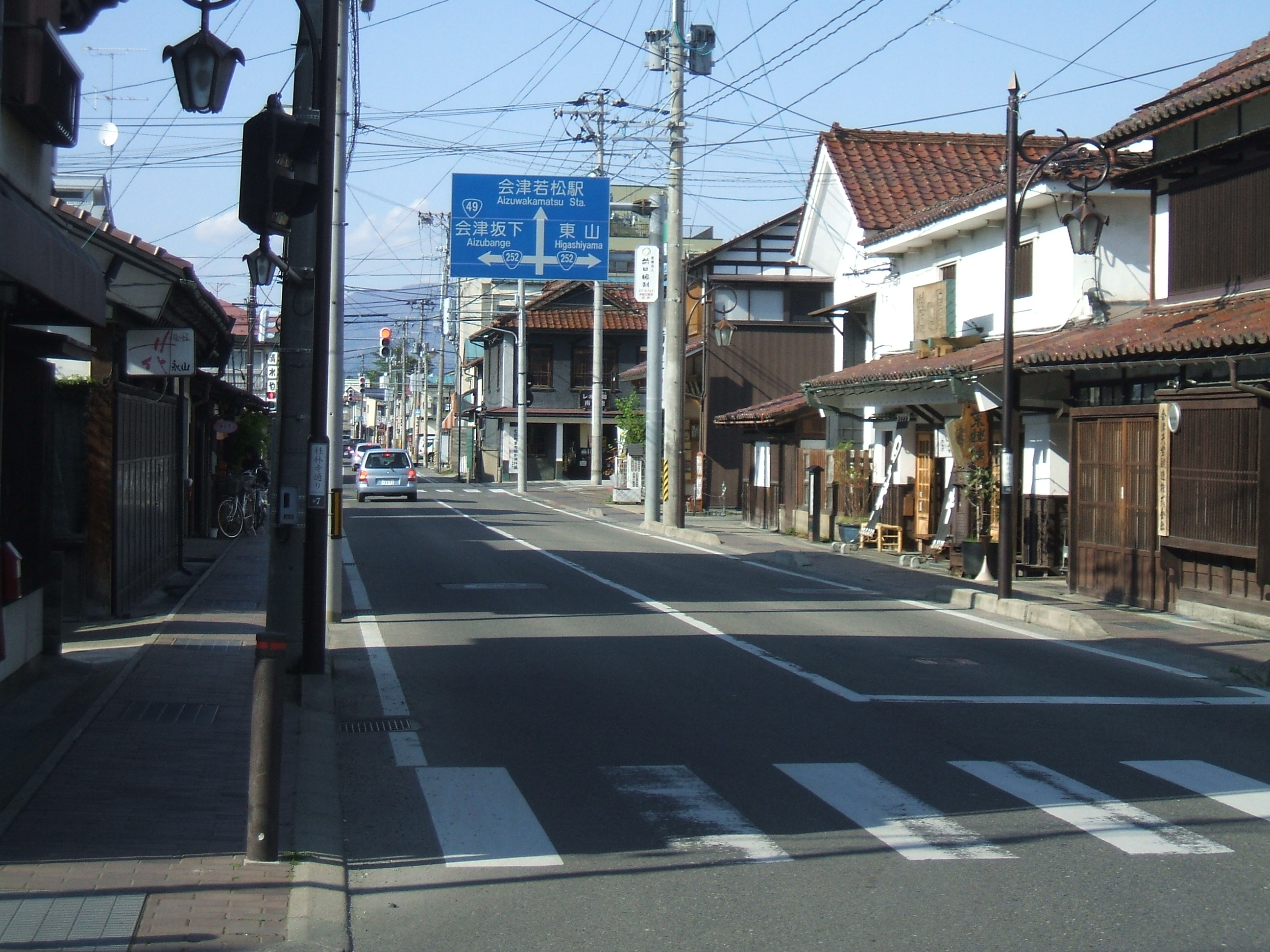
現在の桂林寺通り

桂林寺町は若松城下の城郭外北部、下町に属する町で、桂林寺町口郭門から北方向に七日町まで続く通りであった。町名の由来は桂林寺と呼ばれる道場がかつて存在していたことによるとされる。また、桂林寺町内にかつてあった成就寺、浄光寺などの跡地は町屋敷となっており、主に商人が住んでいたとされる。

##### 大和町
大和町は若松城下の城郭外北部、下町に属する町で、当麻町（たいままち）の北側に接する幅4間あまりの通りであった。町名の由来は慶長年間に佐瀬大和が朗等を置いたことによるとされている。

##### 後ノ分町
後ノ分町は若松城下城郭外北部、下町に属する町で、桂林寺町の北に続く幅4間の通りであった。町名の由来は後町に属していたことによるとされている。

### 近代
明治に入ると、若松城下の町は再編される。大和町が分割され、若松上大和町、若松中大和町、若松下大和町となったほか、そのほかの町も1889年まではそれぞれ若松を冠しており、若松七日町、若松桂林寺町などの町名だった。これらの町名は、その後、1899年に若松を冠称しなくなる。その後、1889年に町村制の施行により若松町内の町名となり、1899年には若松町の市制施行により若松市の町名となる。
また、明治時代に、石上分、千石町分のそれぞれ一部から石堂村、藤室村、達磨分、一本木分に加えて石上分の一部から藤室村、新屋敷村、東城戸村に加えて若宮村の一部から黒川村が誕生する。石堂村、藤室村は栄和村、町北村、黒川村は神指村を経て会津若松市の一部となり、あとに一部が七日町の一部となる。

### 現代
1955年、若松市は高野村、一箕村、神指村、門田村、東山村、大戸村、湊村と合併し、会津若松市となった。これにより七日町は会津若松市の町となる。また、1965年からはじまった会津若松市による住居表示事業により、1967年、第4次の実施で後ノ分町、中大和町に加えて桂林寺町、北小路町、道場小路町、原ノ町、下大和町、紺屋町、町北町大字石堂、町北町大字藤室、神指町大字黒川のそれぞれ一部を編入した。加えて、この際に七日町の一部が大町一丁目、二丁目に編入されたほか、一部は祝町および町北町大字藤室、神指町大字黒川の各一部と合わさり、西七日町となる。

## 町名の変遷
| 実施後 | 実施年月日                | 実施前                 |
| ------ | ------------------------- | ---------------------- |
| 七日町 | 1967年（昭和42年）8月10日 | 後ノ分町               |
| 七日町 | 1967年（昭和42年）8月10日 | 中大和町               |
| 七日町 | 1967年（昭和42年）8月10日 | 七日町（一部）         |
| 七日町 | 1967年（昭和42年）8月10日 | 桂林寺町（一部）       |
| 七日町 | 1967年（昭和42年）8月10日 | 紺屋町（一部）         |
| 七日町 | 1967年（昭和42年）8月10日 | 原ノ町（一部）         |
| 七日町 | 1967年（昭和42年）8月10日 | 下大和町（一部）       |
| 七日町 | 1967年（昭和42年）8月10日 | 北小路町（一部）       |
| 七日町 | 1967年（昭和42年）8月10日 | 道場小路町（一部）     |
| 七日町 | 1967年（昭和42年）8月10日 | 町北町大字石堂（一部） |
| 七日町 | 1967年（昭和42年）8月10日 | 町北町大字藤室（一部） |
| 七日町 | 1967年（昭和42年）8月10日 | 神指町大字黒川（一部） |

## 世帯数と人口
2017年（平成29年）8月1日現在の世帯数と人口は以下の通りである。
| 町丁   | 世帯数  | 人口  |
| ------ | ------- | ----- |
| 七日町 | 369世帯 | 778人 |

## 経済
江戸時代には旅籠の集積地だった。明治時代以降は商店街だったが、昭和後半に近代化に立ち遅れ衰退。1993年に、この状態から再生しようと有志が調査したところ、明治時代などの古い建物が大量に確認された。これを生かしたまちづくりを進め、現在では会津若松を代表する観光地のひとつとなっている。

## 交通

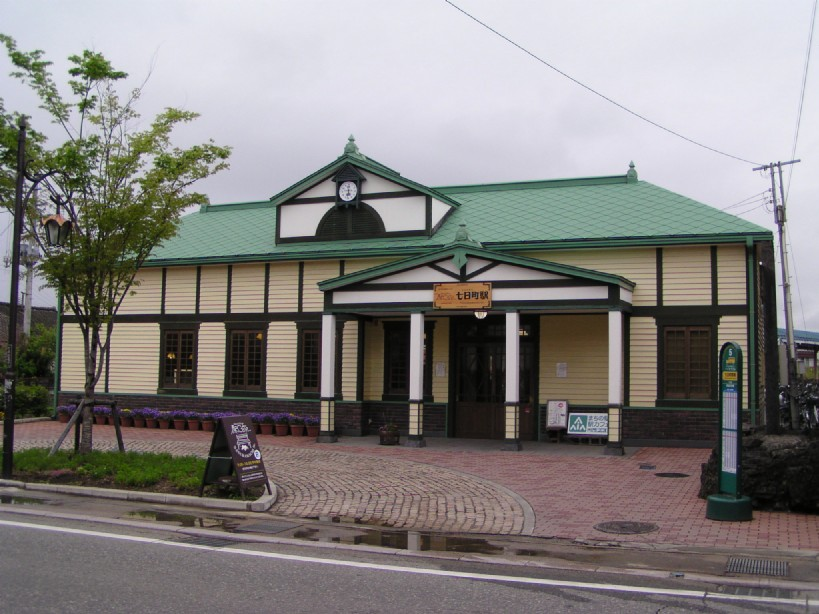
JR東日本只見線の七日町駅

### 鉄道
- 東日本旅客鉄道只見線 : 七日町駅

### バス
七日町通りなどで会津乗合自動車によるバスが運行されているほか、観光向けのバス、「ハイカラさん」、「あかべぇ」も本町を経由する。

#### 系統
- 市内1コース
- 市内2コース
- 坂下線
- ハイカラさん
- あかべぇ

### 道路
- 国道252号
  - 七日町通り

## 施設

### 郵便局
- 若松七日町郵便局

## 神社、寺院、史跡など

### 寺院
- 阿弥陀寺
- 金剛寺
- 常光寺

## 参考資料
- 『角川日本地名大辞典 7 福島県』 - 1981
- 『日本歴史地名大系 7 福島県の地名』 - 1993
- 中小企業庁：がんばる商店街77選：七日町通りまちなみ協議会・アネッサクラブ